# Yngste Karolinen
Yngste Karolinen är en ungdomsbok av Karl-Aage Schwartzkopf.

## Handling
Anders Ramsay är 11 år på sitt första fälttåg som "pistolbärare" och persedelpackare åt general Armfeldt, under det Norska fälttåget 1718-1719 mot Trondheim.
Anders som är av skotsk börd (fadern Major och yrkesmilitär) drömmer om att bli militär "på riktigt" men förstår efterhand att krig inte är som han föreställt sig. Det hårda livet visar sig i sin helhet under snöstormen på vägen hem, men redan innan dess, i mötet med "den lede fi" (som inte är så led som Anders trott). Anders får en vän, i den 14-årige trumslagaren Mårten, som är i armén av den vanliga anledningen att det inte finns mat hemma.